# アリベルト・シェステルニョフ
アリベルト・アレクセーエヴィチ・シェステルニョフ（ロシア語: Альберт Алексеевич Шестернёв、1941年6月20日 - 1994年11月5日）は、現ロシア・モスクワ出身の元サッカー選手、元サッカー指導者。現役時代のポジションはDF。100メートルを11秒未満で走る早いスピードが特徴であった。

## 経歴
1941年、現ロシアの首都モスクワで生まれ、モスクワにあるヤロスラヴリ鉄道でサッカーを始めた。1959年、現在のPFC CSKAモスクワに入団して17歳にしてプロデビューを飾った。21歳の頃にはチームでキャプテンを務めCSKAモスクワ一筋でプレーをした。
1968年から1971年までバロンドールにノミネートされ投票もなされた。
1970シーズンのソビエト連邦サッカーリーグでは全クラブ中最小失点で優勝を成し遂げた。自身は雑誌『フットボール』が選出するソビエト年間最優秀選手賞を受賞した。
ソビエト代表ではFIFAワールドカップやUEFA欧州選手権に出場し活躍。代表では最終的に90試合に出場したが、これはソビエトの歴史の中で3位となる出場数であった。
現役引退後はCSKAモスクワでコーチとして携わり、1982年には監督を経験した。
1994年11月5日、モスクワにて死去。53歳没。クンツェヴスコーエ墓地に埋葬されている。